# Min så kallade pappa
Min så kallade pappa är en svensk dramafilm från 2014 i regi av Ulf Malmros. Den hade svensk biopremiär 19 september 2014. 
Jimmy Lagnefors, Klara och Johanna Söderberg skrev låten "Frozen Lake" speciellt till filmen som framfördes av First Aid Kit.

## Handling
Gravida Malin (Vera Vitali) har ingenstans att bo när hennes pojkvän Frank (Sverrir Gudnason) gör slut. Som sista utväg söker hon upp sin pappa Martin (Michael Nyqvist) trots att de aldrig har träffas. Han visar sig vara en arrogant och självupptagen skådespelare. Men innan Malin hinner berätta vem hon är drabbas Martin av en stroke.
När han vaknar upp så minns han inte vem han är – än mindre att han aldrig har träffat sin dotter. Malin ser då sin chans att göra om honom till den pappa hon alltid saknat. Hon lär Martin hur livet ska levas och gemensamt fabricerar de en lycklig barndom. Men när Martins minne börjar återvända så uppstår en konflikt mellan hans nya idylliska, men påhittade, liv – och hans gamla som är fyllt av svek gentemot dottern. Vilket liv ska han välja? Det riktiga eller det påhittade?

## Rollista
- Michael Nyqvist – Martin
- Vera Vitali – Malin
- Lotta Tejle – terapeut
- Johannes Brost – Franks pappa
- Sverrir Gudnason – Frank
- Henrik Dorsin – Lasse
- Martin Aliaga – läkare
- Josefin Neldén – sjuksköterska
- Källa Bie – barnmorska BB
- Tova Magnusson – barnmorska BVC
- Kjell Wilhelmsen – kurator
- Lea Heed – Linnea
- Jonathan Szücs Blomqvist – Ludwig
- Gunilla Bergerham – rektor
- Beatrice Evang – Malin 5 år
- Moa Silén – Malins mamma
- Jimmy Lindström – servitör
- Dan Turdén – inspicient
- Jakob Fahlstedt – brandman
- Jonathan Silén – man i port
- Cecilia Hjalmarsson-Milldoff – granne
- Hanna Björn – Hanna Berg
- Hanna Ullerstam – städerska
- Lisa Henni – gäst på fest
- Bengt Fröderberg – taxichaufför

## Produktion
Filmen är inspelad i Studio Fares i Uddevalla och i Trollhättan, Stockholm och Vänersborg.

## Utmärkelser
Vera Vitali nominerades till en guldbagge 2015 för Bästa kvinnliga huvudroll.